# Fleet Street

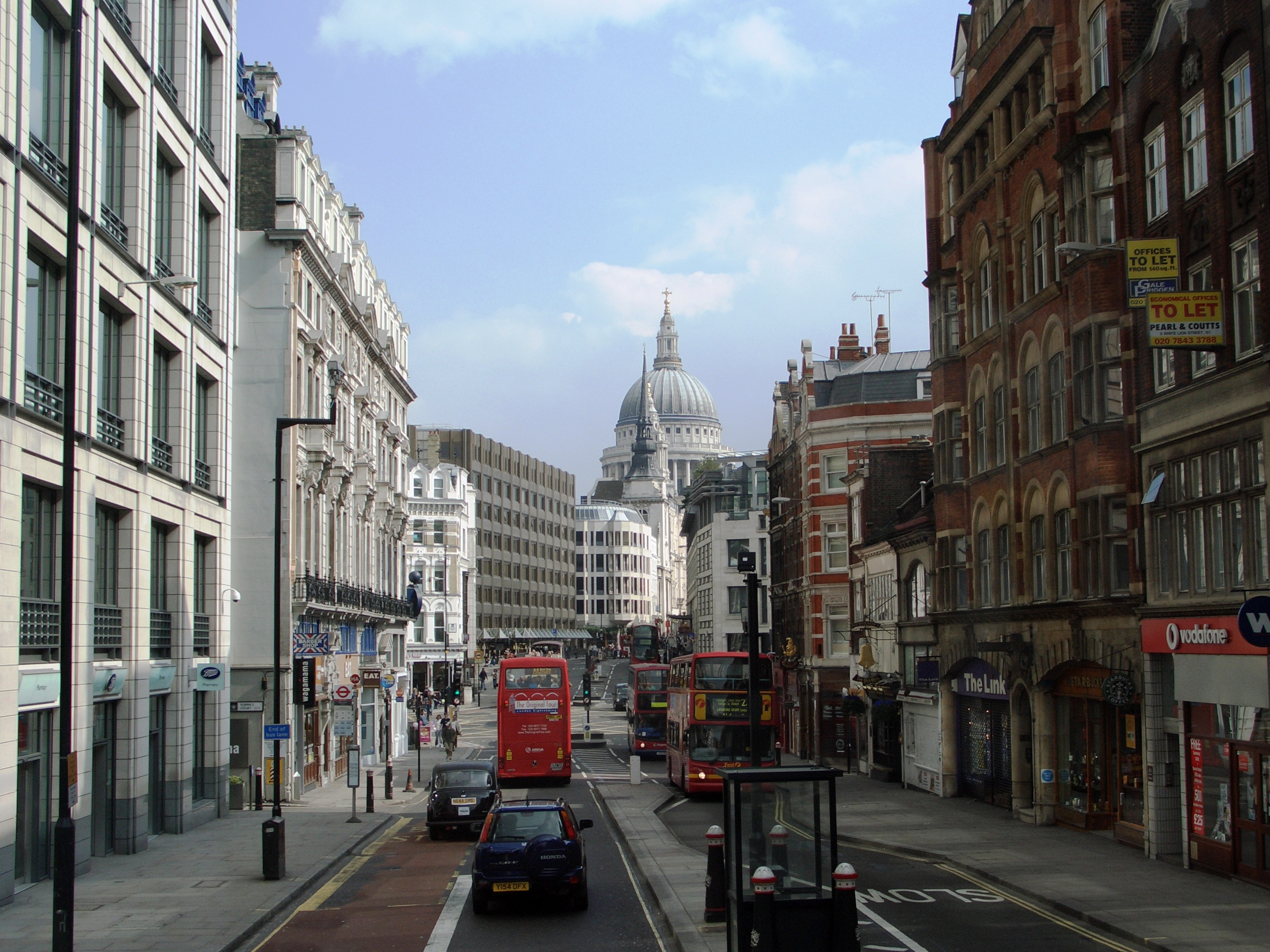
Fleet Street. Al fondo, la catedral de San Pablo.

Fleet Street es una calle en Londres. Su nombre proviene del río Fleet. Se extiende paralela al Támesis, en la orilla izquierda, y es históricamente el eje que lleva de la City de Londres a Westminster. Fue la sede de la prensa británica hasta los años 1980. Aunque la última agencia de noticias británica, Reuters, se marchó de allí en 2005, el nombre de esta calle se sigue utilizando metonímicamente para denominar a la prensa nacional británica.

## Historia

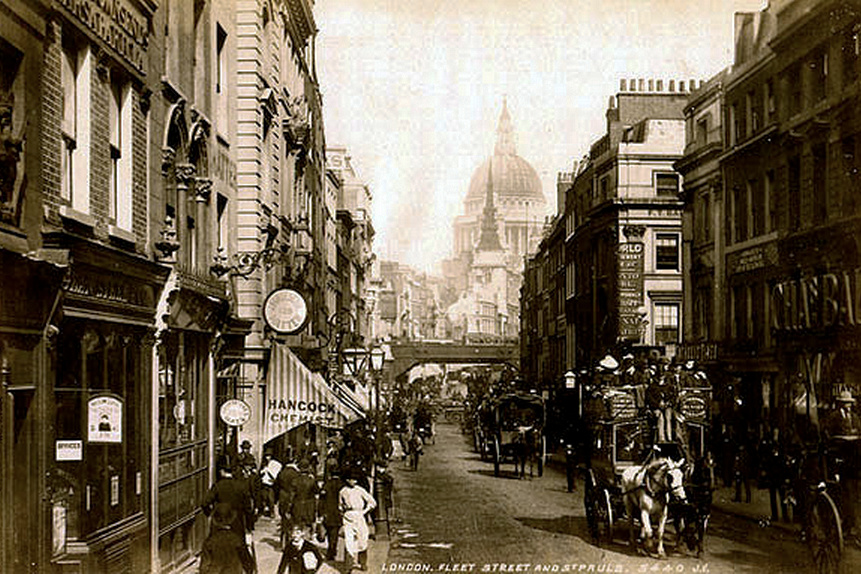
Fleet Street en 1890.

Al parecer, Fleet Street en el siglo XIII se conocía como Fleet Bridge Street (calle del puente del Fleet), y en la primera parte del siglo XIV comenzó a ser mencionada frecuentemente con su nombre actual, aunque escrita de acuerdo con las normas de aquella época. Comenzó siendo una carretera entre la comercial City de Londres y el centro político de Westminster. La longitud de la calle marca la expansión de la ciudad en el siglo XIV. En el extremo este de la calle, el río Fleet fluye hacia la muralla medieval de Londres. En el extremo oriental está el monumento conocido como Temple Bar que marca el actual límite entre la City de Londres y la Ciudad de Westminster, llegando la prolongación hasta allí en 1329.
Al sur se encuentra una zona de edificios conocido como Temple, anteriormente propiedad de los caballeros Templarios, en cuyo núcleo se encuentran dos de las cuatro Inns of Court: el Inner Temple y el Middle Temple. En las proximidades se encuentran muchos despachos de abogados (sobre todo barristers). Cerca, en Strand, se encuentran las Cortes Reales de Justicia y del Old Bailey que está a solo unos minutos a pie de Ludgate Circus.
Las imprentas empezaron a asentarse en Fleet Street alrededor de 1500, cuando el aprendiz de William Caxton, Wynkyn de Worde, instaló su imprenta cerca de Shoe Lane, mientras que en la misma época Richard Pynson se instaló como editor e impresor cerca de la iglesia de St Dunstan. Más impresores y editores les siguieron, principalmente para suministrar servicio a los abogados de las cuatro Law Inns de la zona. En marzo de 1702, se publicó el primer periódico diario de Londres, el Daily Courant, en la calle Fleet en un local sobre la White Hart Inn.
Durante muchos años la calle Fleet fue famosa sobre todo por sus tabernas y cafés, que frecuentaban miembros de la élite literaria y política. Pocos establecimientos han sobrevivido hasta el día de hoy, al menos con el mismo nombre. Además de St Dunstan, se encuentran otras dos iglesias antiguas: la Iglesia del Temple (Temple Church) y la Iglesia de Santa Bride (St Bride's Church).
La parte oeste de la calle fue destruida por el gran incendio de Londres, que devastó una gran parte de Londres en 1666.
Fleet Street es una de las calles que aparecen en la versión londinense del juego de mesa Monopoly.